# Canduk
Canduk is een bestuurslaag in het regentschap Banyumas van de provincie Midden-Java, Indonesië. Canduk telt 3507 inwoners (volkstelling 2010).